# David di Donatello 1967

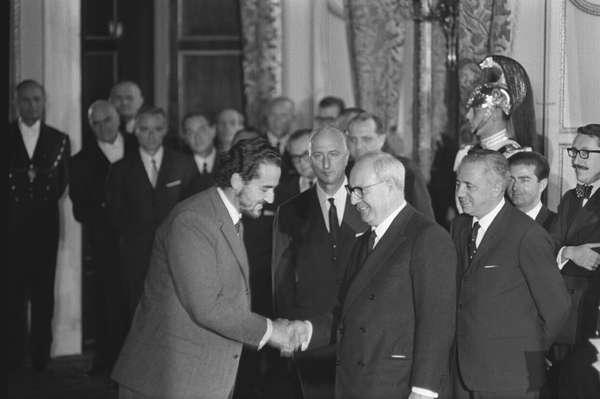
Vittorio Gassman ricevuto dal Presidente della Repubblica Giuseppe Saragat alla presentazione del premio

La cerimonia di premiazione della 12ª edizione dei David di Donatello si è svolta il 29 luglio 1967 al teatro antico di Taormina.

## Vincitori
Miglior regista
- Luigi Comencini - Incompreso

Migliore produttore
- Mario Cecchi Gori  - Il tigre (ex aequo)
- FAI - Films Artistici Internazionali  - La bisbetica domata (The Taming of the Shrew) (ex aequo)

Migliore attrice protagonista
- Silvana Mangano  - Le streghe

Migliore attore protagonista
- Vittorio Gassman - Il tigre (ex aequo)
- Ugo Tognazzi  - L'immorale (ex aequo)

Miglior regista straniero
- David Lean - Il dottor Živago (Doctor Zhivago)

Miglior produttore straniero
- Carlo Ponti - Il dottor Živago (Doctor Zhivago)

Migliore attrice straniera
- Julie Christie - Il dottor Živago (Doctor Zhivago) (ex aequo)
- Elizabeth Taylor - La bisbetica domata (The Taming of the Shrew) (ex aequo)

Migliore attore straniero
- Richard Burton - La bisbetica domata (The Taming of the Shrew) (ex aequo)
- Peter O'Toole  - La notte dei generali (The Night of the Generals) (ex aequo)

Targa d'Oro
- Ján Kadár e Elmar Klos, per la loro regia in: Il negozio al corso (Obchod na korze)
- Graziella Granata, per la sua interpretazione in: La ragazza del bersagliere; regia di Alessandro Blasetti
- Robert Dorfmann, per la produzione di: Tre uomini in fuga (La grande vadrouille); regia di Gérard Oury
- Ingmar Bergman, per l'insieme dei suoi film

David speciale
- Stefano Colagrande e Simone Giannozzi, per la loro interpretazione in Incompreso - Vita col figlio